# Annunziata De Filippo
Annunziata De Filippo, bättre känd som Titina, född 27 mars 1898 i Neapel, död 26 december 1963 i Rom, var en italiensk skådespelare och manusförfattare. Hon tillhörde en berömd italiensk teaterfamilj vars mest framgångsrika medlemmar var hennes far Eduardo Scarpetta och hennes bror Eduardo De Filippo. Titina har hög status i Italien där hon räknas in bland 1900-talets främsta kvinnliga teaterskådespelare. Flera gator har namngivits till hennes minne, det finns en Via Titina De Filippo i såväl Rom som Palermo.

## Biografi
Annunziata De Filippo, sedan tidig barndom kallad "Titina", föddes i stadsdelen Chiaia i Neapel som utomäktenskaplig dotter till skådespelaren Eduardo Scarpetta och teatersömmerskan Luisa De Filippo, som var brorsdotter till Scarpettas hustru Rosa De Filippo. Under det långvariga förhållandet föddes även två yngre bröder till Titina, Eduardo och Peppino. Dessutom hade Titina två halvsyskon, födda i nämnda äktenskap, och en adopterad syster samt ytterligare några halvsyskon som resultat av faderns affärer med andra kvinnor. Titinas 21 år äldre halvbror Vincenzo Scarpetta kom att få stor betydelse för hennes tidiga teaterkarriär genom att han anslöt henne till sitt teatersällskap 1912, då hon var endast 14 år. Han anställde senare även hennes bröder.
Titina stannade i La compagnia Scarpetta till 1921 då hon tecknade kontrakt med en konkurrent, Francesco Corbinci. Orsaken verkar ha varit att hon efter nio år med traditionella Scarpetta-farser, alltid framförda på napolitanska, ville pröva på musikalkomedier av den typ som Corbincis sällskap producerade. Emellertid stannade hennes karriär paradoxalt nog upp några år på grund av denna förflyttning. Hos Corbinci träffade hon nämligen sin blivande make Pietro Carloni. De gifte sig 1922 och året efter föddes sonen Augusto (1923-97). Det var först 1924 som hon kunde börja arbeta för fullt igen. Hon fick ett par bra roller i pjäser av Michele Galdieri och anslöt sig till den kooperativa teatergrupp som denne startat 1927 tillsammans med hennes bröder. Hon började vid denna tid bli omskriven i pressen som en stjärna i vardande vid Teatro Nuovo di Napoli där hon för det mesta uppträdde och där hon säsongen 1929-30 gjorde stor succé tillsammans med Totò i ett nytt sällskap, Compagnia Stabile Napoletana Molinari, där bland andra även hennes halvsyster Maria Scarpetta medverkade som manusförfattare. Efter sitt framgångsrika år på Teatro Nuovo slog hon sig åter ihop med sina bröder och de grundade 1931 tillsammans teatersällskapet Teatro Umoristico I De Filippo. Hennes första roll där blev i brodern Eduardos pjäs Natale in casa Cupiello som hade premiär juldagen 1931 på Teatro Kursaal i Neapel. 
Titinas filmdebut skedde relativt sent 1937 då hon vid nästan 40 års ålder tillsammans med sina bröder medverkade i Raffaello Matarazzos filmkomedi Sono stato io! där Eduardo spelade hennes svåger och Peppino hennes son. Syskonen De Filippo var filmens stora stjärnor men den blivande storstjärnan Alida Valli bidrog med sin lättklädda strandscen till att filmen hamnade på katolska kyrkans lista över olämpliga filmer och fördömdes kraftfullt från det hållet. Efter filmen bestämde sig Titina för ett avbrott från det nära samarbetet med bröderna och skrev kontrakt med Nino Taranto om medverkan i dennes revy Finalmente un imbecille som hade premiär 1939. Titina tog inte ställning i den konflikt mellan hennes bröder som ledde till att de 1944 bestämde sig för att gå skilda vägar. Hon fortsatte samarbetet med Eduardo när brytningen var ett faktum och de nådde flera stora publik- och kritikframgångar, framför allt med Eduardos pjäs Filumena Marturano (1946) där huvudpersonens roll var skriven för Titina. Ungefär samtidigt, i mitten av 1940-talet, började de första uttalade symptomen på hjärtsvikt visa sig och det var endast med stora svårigheter hon kunde genomföra rollen som Filumena under ett gästspel i Genua 1948. Hon blev initialt sjukskriven en månad, vilken hon tillbringade i Sanremo, en populär kurort som ansågs ha hälsosamt klimat. Därefter återvände hon till scenen men det visade sig snart att hjärtproblemen var allvarligare än man trott och 1951 bestämde hon sig för att dra sig tillbaka från det ansträngande teaterlivet. Hennes avsikt var inte att gå i pension. Planen var att i stället arbeta inom filmen med manusförfattande och mindre slitsamma karaktärsroller.
Redan hennes första insats inom det nya verksamghetsområdet resulterade i en stor framgång, då hennes manus (skrivet tillsammans med regissören) till Renato Castellanis film För två styver hopp (Due soldi di speranza) fick priset Nastro d'Argento för bästa manuskript filmsäsongen 1951-52. Hon fortsatte arbeta med manusförfattande och filmroller under hela 1950-talet. Hennes sista framträdande på vita duken blev i Gianni Franciolinis film Ferdinando I° re di Napoli (1959). De blev samtidigt första och enda gången efter brytningen mellan hennes bröder som alla tre medverkade i samma produktion. Två år senare var hennes hälsa så dålig att hon tvingades tacka nej till ett erbjudande från Vittorio de Sica att göra en cameoroll i hans film Il giudizio universale (1961). Hon avled 26 december 1963 av hjärtsvikt. Vittorio de Sicas film Giftas på italienska som hade premiär nästan ett år efter hennes död börjar med regissörens dedikation till den kvinna som huvudrollen ursprungligen skrevs för: "Questo film è dedicato a Titina De Filippo".